# Desire (album Boba Dylana)
Desire – 17. album studyjny nagrany przez Boba Dylana pomiędzy lipcem a październikiem 1975 r. oraz wydany w styczniu 1976 r.

## Historia i charakter albumu
Pod koniec czerwca 1975 r. Dylan przybył do Nowego Jorku. Chodził na koncerty – był na występach Muddy'ego Watersa, Patti Smith, Ramblin’ Jacka Elliotta. Odnowił swoje przyjacielskie relacje – zwłaszcza z Bobbym Neuwirthem.
Nawiązał wówczas znajomość m.in. z Jakiem Levym, na którego wpadł na ulicy. Zaprosił go do domu, zagrał początek utworu, który został potem nazwany „Isis” i... przez całą noc wspólnie pisali teksty.
Rob Stoner był basistą w grupie Boba Neuwirtha i wkrótce został liderem grupy Dylana, która nagrała Desire i przeprowadziła niezwykłe tournée Dylana, które znane jest pod nazwą Rolling Thunder Revue.
3 lipca Dylan przybył na koncert Jacka Elliotta, dołączył do niego akompaniując mu przy „Pretty Boy Floyd” Woody’ego Guthrie i „How Long Blues” Leroya Carra, a następnie na boku zagrał mu swoją nową kompozycję „Abandoned Love”. Ponieważ zachowała się nagrana taśma wiadomo, że ostateczna wersja ma zmieniony nieco tekst.
Następnie Dylan z Levym spędzili kilka tygodni lipca w East Hampton na Long Island, pisząc około dwunastu nowych piosenek. 28 lipca był już w Nowym Jorku i zorganizował sesję, na którą zaprosił wielu muzyków. Na czwartej sesji nie było już właściwie muzyków z trzech pierwszych sesji, bowiem większość (w tym brytyjska grupa Kokomo) nie wytrzymała totalnej improwizacji Dylana i równocześnie w ogóle nie wiedzieli, co mają robić. Jak wspominał Neil Hubbard: Było tam... pięciu gitarzystów łącznie ze mną i Erikiem Claptonem... i nie było tam nikogo, kto by to kontrolował – żadnego producenta czy kogokolwiek.
Jednak na sesji z 30 lipca został nagrany właściwie prawie cały album.
Dylan podchodził do ważnej dla niego piosenki „Hurricane” co najmniej siedmiokrotnie. Piosenka ta była dla niego ważna między innymi dlatego, iż sygnalizowała jego ponowne zaangażowanie i zajęcie się sprawami społecznymi; w tym wypadku chodziło o zwrócenie uwagi na sprawę aresztowanego pod zarzutem morderstwa, a ewidentnie niewinnego boksera Rubina „Hurricane'a” Cartera. Ponieważ nie osiągnął w jednym nagraniu zadowalającego rezultatu, ostateczna wersja tego rozpoczynającego album utworu, została zmontowana najprawdopodobniej z wersji drugiej i szóstej z 24 października.
Album nie został jednak wydany na święto Bożego Narodzenia, ale dopiero w styczniu. Wtedy trwało już tournée Dylana Rolling Thunder Revue, które przyniosło Dylanowi dobre recenzje.
W 2003 album został sklasyfikowany na 174. miejscu listy 500 albumów wszech czasów magazynu Rolling Stone.

## Muzycy
- Bob Dylan[a] – gitara, harmonijka, śpiew; pianino (2) (sesje 1-6)
- Dave Mason Band (?) (sesja 1)
- nieznane wokalistki towarzyszące śpiewem Dylanowi[b] (sesja 1)
- Rob Stoner – gitara basowa (sesje 2-6)
- Scarlet Rivera – skrzypce (sesje 2-6)
- Emmylou Harris – śpiew towarzyszący (sesje 2-5)
- Sheena – tamburyn, kongi, dzwonki (sesje 2-5)
- Mel Collins – saksofon, trąbka (sesje 2, 3)
- Neil Hubbard – gitara (sesje 2, 3)
- Hugh McCracken – gitara (sesje 2, 3)
- Vinnie Bell – gitara (sesja 2, 3)
- Erik Frandsen – gitara slide (sesje 2, 3)
- Sugar Blue – harmonijka (sesje 2, 3)
- Dom Cortese – mandolina, akordeon (sesje 2, 3)
- Terry Stannard – perkusja (sesje 2, 3)
- nieznany trębacz (sesje 2, 3)
- Eric Clapton – gitara (sesja 2)
- Yvonne Elliman – śpiew towarzyszący (sesja 2)
- Howie Wyeth – perkusja (sesje 4-6)
- Steven Soles – gitara (sesja 6); śpiew towarzyszący (1)
- Ronee Blakely – śpiew towarzyszący (sesja 6) (1)
- Luther Rix – kongi (sesja 6) (1)

## Lista utworów
| 1. | Hurricane                             | 8:33  |
|    |                                       |       |
| 2. | Isis                                  | 6:58  |
|    |                                       |       |
| 3. | Mozambique                            | 3:00  |
|    |                                       |       |
| 4. | One More Cup of Coffee (Valley Below) | 3:43  |
|    |                                       |       |
| 5. | Oh, Sister                            | 4:05  |
|    |                                       |       |
| 6. | Joey                                  | 11:05 |
|    |                                       |       |
| 7. | Romance in Durango                    | 5:50  |
|    |                                       |       |
| 8. | Black Diamond Bay                     | 7:30  |
|    |                                       |       |
| 9. | Sara                                  | 5:29  |
|    |                                       |       |
|    |                                       | 56:13 |
|    |                                       |       |

## Sesje nagraniowe
Sesja 1. Studio E Columbia Recording Studios, Nowy Jork, 14 lipca 1975, prod. Don DeVito
1.Rita May; 2.Rita May; 3.Rita May; 4.Rita May; 5.Rita May; 6.Rita May; 7.Rita May; 8.Joey; 9.Joey; 10.Joey; 11.Joey; 12.Joey; 13.Joey; 14.Joey; 15.Joey; 16.Joey; 17.Joey
Muzycy
- Bob Dylan – gitara, śpiew
- Jim Krueger – gitara
- Dave Mason – gitara
- Vincent Bell – mandolina
- Dom Cortese – akordeon
- Mark Jordan – fortepian, keyboard, organy
- Scarlet Rivera – skrzypce
- James „Sugarblue” Whiting – harmonijka ustna
- Gerald Johnson – gitara basowa
- Rick Jaeger – perkusja
- Vivian Cherry, Hilda Harris, Joshie Armstead – chórki

Sesja 2. Studio E Columbia Recording Studios, Nowy Jork, 28 lipca 1975 – prod. Don DeVito
1.Romance in Durango; 2.Money Blues; 3.One More Cup of Coffee (Valley Below); 4.Romance in Durango; 5.Oh, Sister; 6.Catfish; 7.Catfish; 8.Romance in Durango; 9.Romance in Durango; 10.Romance in Durango; 11.Romance in Durango; 12.Catfish; 13.Hurricane; 14.Hurricane; 15.Hurricane;
Muzycy
- Bob Dylan – gitara, śpiew
- Emmylou Harris – śpiew
- Vincent Bell – gitara
- Eric Clapton – gitara
- Neil T. Hubbard – gitara
- Perry Lederman – gitara
- James Mullen – gitara
- Erik Frandsen – gitara
- Michael Lawrence – trąbka
- Scarlet Rivera – skrzypce
- Mel Collins – saksofon tenorowy
- Sheena Seidenberg – saksofon tenorowy
- Dom Cortese – akordeon
- Tony O’Malley – instrumenty klawiszowe
- James „Sugarblue” Whiting – harmonijka ustna
- Rob Rothstein – gitara basowa
- Alan Spenner – gitara basowa
- Jody Linscott – instrumenty perkusyjne
- John Sussewell – perkusja
- Dyan Birch, Francis Collins, Paddy McHugh

3 sesja nagraniowa. Studio E Columbia Recording Studios, Nowy Jork, 29 lipca 1975 – prod. Don DeVito
1.Black Diamond Bay; 2.Money Blues; 3.Black Diamond Bay; 4.Black Diamond Bay; 5.Black Diamond Bay; 6.Black Diamond Bay; 7.Black Diamond Bay; 8.Black Diamond Bay; 9.Black Diamond Bay; 10. Black Diamond Bay; 11. Black Diamond Bay; 12. Black Diamond Bay; 13. Black Diamond Bay; 14. Oh, Sister; 15. Oh, Sister; 16.Oh, Sister; 17.Oh, Sister; 18.Oh, Sister; 19.Oh, Sister; 20.Oh, Sister; 21.Oh, Sister 22. Mozambique; 23.Mozambique; 24.Mozambique; 25.Mozambique; 26.Mozambique; 27.Mozambique; 28.Mozambique; 29.Catfish; 30.Catfish.
Muzycy
- Bob Dylan – gitara, śpiew
- Emmylou Harris – śpiew
- Vincent Bell – gitara
- Michael Lawrence – trąbka
- Scarlet Rivera – skrzypce
- Mel Collins – saksofon tenorowy
- Sheena Seidenberg – saksofon tenorowy
- Tony O’Malley – instrumenty klawiszowe
- James „Sugarblue” Whiting – harmonijka ustna
- Rob Rothstein – gitara basowa
- Jody Linscott – instrumenty perkusyjne
- John Sussewell – perkusja

Sesja 4. Studio E Columbia Recording Studios, Nowy Jork, 30 lipca 1975, prod. Don DeVito
1.Golden Loom; 2.Golden Loom; 3.Golden Loom; 4.Golden Loom; 5.Oh, Sister; 6.Oh, Sister; ; 7.Oh, Sister; 8.Oh, Sister; 9.Oh, Sister; 10.Isis; 11.Isis; 12.Rita May; 13.One More Cup of Coffee (Valley Below); ; 14.One More Cup of Coffee (Valley Below); 15.One More Cup of Coffee (Valley Below); 16.Black Diamond Bay; 17.Black Diamond Bay; 18.Black Diamond Bay; 19.Black Diamond Bay; 20.Black Diamond Bay; 21.Mozambique; 22.Mozambique; 23.Mozambique; 24.Mozambique; 25.Hurricane; 26.Rita May; 27.Rita May; 28.Rita May; 29.Joey; 30.Joey;
Muzycy
- Bob Dylan – gitara, śpiew
- Scarlet Rivera – skrzypce
- Sheena Seidenberg – tamburyn, kongi
- Rob Rothstein – gitara basowa
- Howie Wyeth – perkusja

Sesja 5. Studio E Columbia Recording Studios, Nowy Jork, 31 lipca 1975, prod. Don DeVito
1.Golden Loom; 2.Abandoned Love; 3.Abandoned Love; 4.Town; 5.Town; 6.Sara; 7.Sara; 8.Sara; 9.Sara; 10.Sara; 11.Sara; 12.Isis; 13.Isis;
Muzycy
- Bob Dylan – gitara, śpiew
- Emmylou Harris – śpiew
- Scarlet Rivera – skrzypce
- Sheena Seidenberg – tamburyn, kongi
- Rob Rothstein – gitara basowa
- Howie Wyeth – perkusja

Sesja 6 overdubbingowa. Studio E Columbia Recording Studios, Nowy Jork, 11 sierpnia 1975, prod. Don DeVito
1.Joey;
Muzycy
- Vincent Bell – gitara, mandolina
- Dom Cortese – akordeon

Sesja 7. Columbia Studio 1, Nowy Jork 24 października 1975, prod. Don DeVito
1.Hurricane; 2.Hurricane; 3.Hurricane; 4.Hurricane; 5.Hurricane; 6.Hurricane; 7.Hurricane; 8.Hurricane; 9.Hurricane; 10.Hurricane;
Muzycy
- Bob Dylan – gitara, śpiew
- Steven Soles – gitara
- Scarlet Rivera – skrzypce
- Rob Rothstein – gitara basowa
- Howie Wyeth – perkusja
- Luther Rix – kongi
- Ronee Blakley – wokal towarzyszący

## Odrzucone utwory
1. Rita Mae
2. Catfish[k]
3. Money Blues
4. Golden Loom[k]
5. Abandoned Love
6. Jimmy Brown the Newsboy
7. Sitting on Top of the World
8. That's All Right, Mama
9. Ride 'Em, Jewboy
10. I Still Miss Someone
11. Simple Twist of Fate

- Nie są wymienione różne wersje utworów, które ukazały się na albumie

## Opis albumu
- Producent – Don DeVito
- Miejsce i data nagrań –

1. sesja: Columbia Studios, Nowy Jork, 14 lipca 1975 r.
2. sesja: Columbia Studios, Nowy Jork, 28 lipca 1975 r. (7)
3. sesja: Columbia Studios, Nowy Jork, 29 lipca 1975 r.
4. sesja: Columbia Studios, Nowy Jork, 30 lipca 1975 r. (3, 4, 5, 6, 8)
5. sesja: Columbia Studios, Nowy Jork, 31 lipca 1975 r. (2, 9)
6. sesja: Columbia Studios, Nowy Jork, 24 października 1975 r. (1)

- Inżynier nagrywający – Don Meehan
- Szef nagrywających – Lou Waxman
- Mastering – Stan Kalina
- Czas – 56 min 13 s
- Fotografia na okładce – Ken Regan
- Kolaż – Carl Barile
- Zdjęcia do kolażu – Ruth Bernal
- Projekt – John Berg
- Firma nagraniowa – Columbia
- Numer katalogowy – PC 33235

Wznowienie na cd
- Firma nagraniowa – Columbia
- Numer katalogowy – CK 33893

## Listy przebojów

### Album
| Rok  | Lista                          | Pozycja |
| ---- | ------------------------------ | ------- |
| 1976 | Billboard USA. Albumy popowe   | 1       |
| 1976 | Melody Maker WB. Albumy popowe | 3       |